# Коложский водолей
Коложский водолей — бронзовый акваманил в виде всадника, созданный в Нижней Саксонии в XIII веке. Хранится в Гродненским государственным музее истории религии.

## Описание
Коложский водолей представляет собой фигуру воина, который сидит верхом на грузной лошади с короткой шеей, бычьей грудью и неуклюжими, будто собачьими, лапами. На голове коня надет защитный капюшон с отверстиями для ушей. Упряжь украшена двойными зигзагами — характерным мотивом гравировки на аналогичных северо-германских водолеях XIII века. Воин одет в длинную рубаху без рукавов и треугольным вырезом воротника. Низ рубахи разрезан надвое. Поверх рубахи надет пояс. Левой тонкой рукой всадник придерживает повод. Меч, который всадник держал в правой руке было утрачено, также как часть головы воина — сохранилась только нижняя часть головы в обрамлении небольшой аккуратной бороды. Между ушами лошади имеется треугольное отверстие, куда наливалась вода и накрывалось крышечкой на шарнирах. Вытекала она изо рта коня. Ручка водолея плоская и сделана виде аспида.
Был найден в Коложской церкви в Гродно среди прочей церковной утвари для литургии. Находился в Виленском музее древностей. В Виленском музее древностей водолей был найден профессором Покровским, который впервые сделал его описание. Затем изделие хранилось в музее университета Вильнюса, позже был передан в музей этнографии Вильнюса, где хранился до 1980 года. В течение последующих сорока лет Коложский водолей хранился в запасниках Института истории Литовской ССР, откуда его забрал первый директор Гродненского музея атеизма Алексей Карпюк для передачи в Гродненский государственный музей истории религии, где стал визитной карточкой музея.